# باشگاه فوتبال ویمبورن تاون
باشگاه فوتبال ویمبورن تاون (به انگلیسی: Wimborne Town Football Club) یک باشگاه فوتبال در شهر ویمبورن مینستر، کشور انگلستان است که در سال ۱۸۷۸ میلادی تأسیس شده‌است.